# Журавльов Борис Іванович
Борис Іванович Журавльов (рос. Борис Иванович Журавлёв; (25 липня 1946 , Москва  — 23 лютого 2019 , Росія ) — радянський футболіст, захисник, радянський та російський футбольний тренер. Майстер спорту СРСР (1982). Має тренерську ліцензію «Pro».

## Кар'єра гравця
Вихованець московського «Динамо». У вищій лізі чемпіонату СРСР провів 47 матчів у складі луганської «Зорі» й московського «Локомотива».

## Кар'єра тренера
У 1983—1985 роках був тренером і начальником московського «Локомотива». У 1986 році — тренер команди з ЄАР «Аль-Аглі» (Сана). У 1988—1990 роках тренував команду «Зауралля» (Курган). У 1991, 2000 і 2002—2004 роках працював з владивостоцьким клубом «Промінь» (з перервами). У 1992 і 1997 роках був тренером і начальником команди «Волга» (Твер) у 1-й і 2-й лігах. У 1995 році тренував клуб 1-ї російської ліги «Шинник» (Ярославль), а рік по тому — ФК «Рубін» (Казань), який виступав тоді у 2-й лізі. У 1998 році був наставником ФК «Самотлор-XXI» (Нижньовартовськ) — клубу східної зони 2-го дивізіону. У 1999 році — тренер ФК «Спартак» (Щолково) — 2-го призера турніру зони «Захід» 2-го дивізіону. У 2001 році працював головним тренером збірної Лаосу. У 2002 році тренував ФК «Тобол» (Костанай) — клуб вищої ліги Казахстану. У 2003—2004 роках — ФК «Акжайик» (вища ліга Казахстану). У 2004—2005 роках — головний тренер клубу 2-го російського дивізіону «Рязань-Агрокомплект». На початку 2010 року працював тренер-консультантом клубу з Молдови «Олімпія» (Бєльці). З лютого 2008 року по кінець року — головний тренер ФК «Псков-747». У травні 2010 року стало відомо про призначення Журавльова де-юре головним тренером «Динамо» (Санкт-Петербург). Де-факто ставав радником і консультантом головного тренера Григорія Михалюка, який не мав ліцензії, яка дозволяла працювати йому в першому дивізіоні. 12 грудня 2010 року в Москві закінчив 240-годинний курс навчання на тренерських курсах та отримав ліцензію Pro.